# Embres-et-Castelmaure
Embres-et-Castelmaure (okzitanisch Embres e Castelmaur) ist eine Gemeinde mit 158 Einwohnern (Stand 1. Januar 2022) im Süden Frankreichs im Département Aude in der Region Okzitanien.

## Lage
Der Ort Embres liegt im Osten des Berglands der Corbières unweit der Burg Aguilar in einer Höhe von etwa 180 Metern ü. d. M. Das Gemeindegebiet ist Teil des Regionalen Naturparks Corbières-Fenouillèdes. Die nächstgrößeren Städte sind Narbonne (ca. 40 Kilometer Fahrtstrecke nordöstlich) und Perpignan (ca. 45 Kilometer in südlicher Richtung). Das Gemeindegebiet wird vom Flüsschen Barrou durchquert.

## Bevölkerungsentwicklung
| Jahr      | 1968 | 1975 | 1982 | 1990 | 1999 | 2007 | 2016 |
| Einwohner | 224  | 184  | 192  | 169  | 142  | 154  | 152  |

Im 19. Jahrhundert schwankte die Zahl der Einwohner zwischen 250 und 400 Personen. Die Reblauskrise im Weinbau und die Mechanisierung der Landwirtschaft führten seitdem zu einem kontinuierlichen Bevölkerungsrückgang.

## Wirtschaft
Ein Großteil der landwirtschaftlichen Flächen ist dem Weinbau vorbehalten. Die hügeligen Weinfelder liegen innerhalb der geschützten Herkunftsbezeichnung Corbières. Einige leerstehende Häuser sind zu Ferienwohnungen (gîtes) umgewandelt worden.

## Geschichte
Die Geschichte des Menschen in dieser Region Europas reicht weit zurück, wie es die Funde des prähistorischen Menschen von Tautavel und mehrere megalithzeitliche Dolmen in der Umgebung beweisen.
In römischer Zeit wurde der bereits von griechischen Kolonisten angepflanzte Wein mehr und mehr verbreitet und auf dem Gebiet von Embres gab es ein römisches Landgut (villa rustica).
Im Mittelalter waren beide Orte besiedelt; Castelmaure hatte eine kleine Kirche. Bis zur Unterzeichnung des Pyrenäenfriedens (1659) lag Castelmaure unweit der Grenze Frankreichs zum Roussillon, das lange Jahre zu Aragon bzw. zu Spanien gehörte.
Castelmaure wurde bereits während und nach der Französischen Revolution weitgehend verlassen; die beiden ehemals eigenständigen Dörfer wurden im Jahr 1968 zu einer Gemeinde zusammengelegt.

## Sehenswürdigkeiten

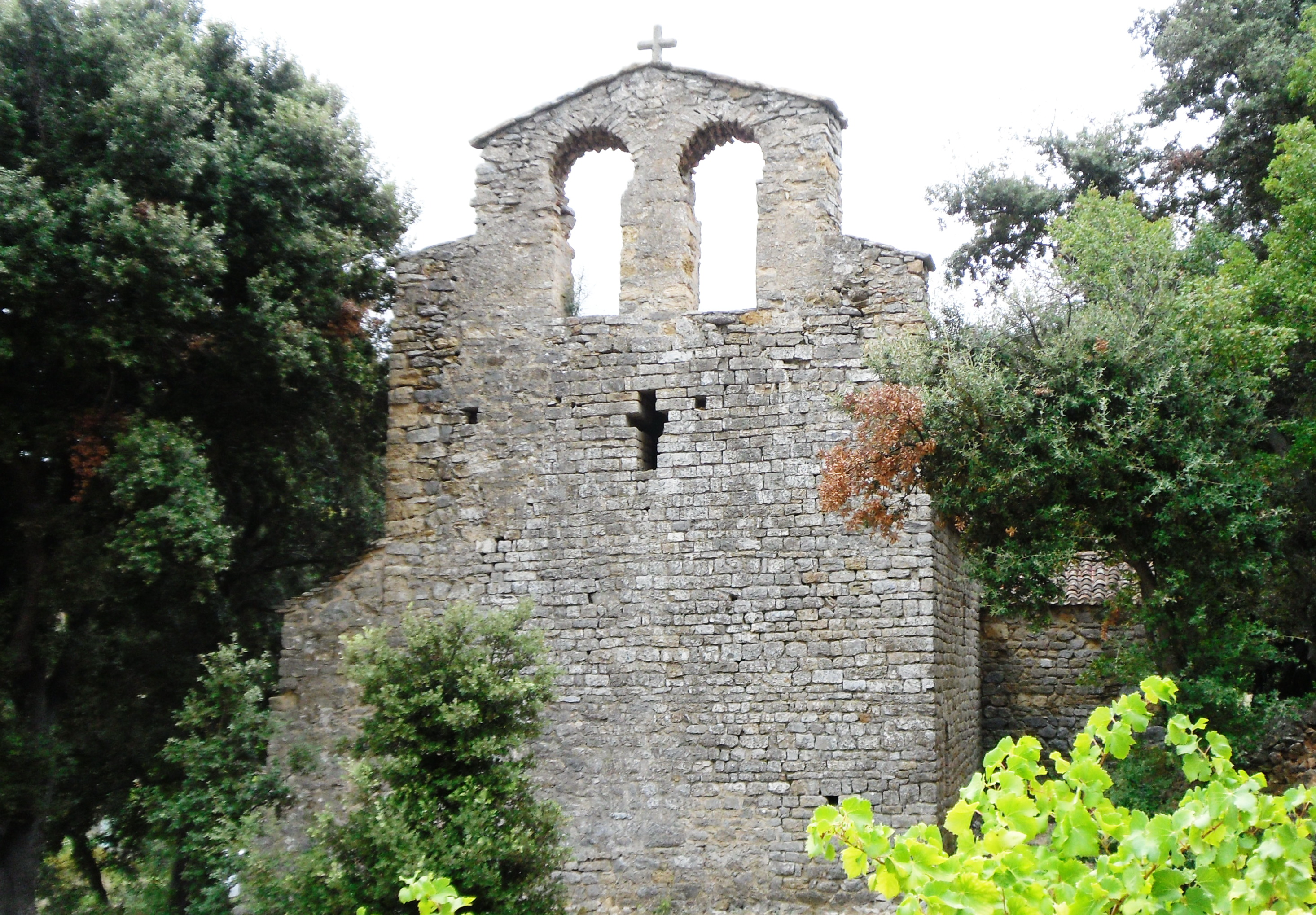
Kapelle Saint-Félix in Castelmaure

- Die Existenz der Pfarrkirche Saint-Étienne in Embres lässt sich urkundlich bis ins 8. Jahrhundert zurückverfolgen. Im Jahr 1950 erlitt die Kirche bei einem Brand schwere Schäden und wurde wenig liebevoll restauriert, was bei einer geplanten erneuten Restaurierung wieder rückgängig gemacht werden soll.
- Die ehemalige Pfarrkirche Saint-Félix in Castelmaure stammt ursprünglich aus dem 11. Jahrhundert; sie wurde jedoch in späterer Zeit umgebaut. Der einschiffige, aus grob behauenen Bruchsteinen errichtete Kirchenbau liegt heutzutage isoliert – nur umgeben von einem Wäldchen und von Weinfeldern. Die Dächer von Kirchenschiff und Apsis sind mit kleinen Steinschindeln (lauzes) gedeckt. Bemerkenswert sind die beiden Hufeisenbögen des Glockengiebels, die von einigen Forschern als westgotisch-mozarabische Einflüsse interpretiert werden. Im Kircheninnern ist die Südwand durch große Blendarkaden gegliedert. Seit dem Jahr 1951 ist der Kirchenbau als Monument historique[1] klassifiziert.
- Die Kapelle Notre-Dame de l’Olive steht in einem Hain von Olivenbäumen.
- Ein ganz aus Aluminium errichteter hochmoderner Weinkeller (chais) aus dem Jahr 2007, entworfen vom Architekturbüro Lacaton & Vassal, die auch das Palais de Tokyo in Paris umgestalteten, ist im Rahmen einer Weinprobe (dégustation) zu besichtigen.